# Euzet
Euzet település Franciaországban, Gard megyében. Lakosainak száma 491 fő (2022. január 1.). Euzet Baron, Saint-Hippolyte-de-Caton, Saint-Jean-de-Ceyrargues és Saint-Just-et-Vacquières községekkel határos.

## Népesség
A település népességének változása:
| Lakosok száma | 201  | 213  | 268  | 360  | 405  | 418  | 439  | 466  | 470  | 491  |
|               | 1968 | 1982 | 1990 | 2006 | 2013 | 2015 | 2017 | 2019 | 2020 | 2022 |